# Język agulski
Język agulski (agulski агъул чIал, ros. агульский язык) – język Agulów, zamieszkujących południowo-wschodnią część Dagestanu. Należy do zespołu samurskiego, podgrupy dagestańskiej w grupie północno-wschodniej (nachsko-dagestańskiej) języków kaukaskich.
W 1989 r. odnotowano, że ma blisko 18 tys. użytkowników. Według danych z 2010 r. posługuje się nim ok. 29 tys. osób, przede wszystkim w dwu rejonach Dagestanu, agulskim i kurachskim. Niemniej jest zdecydowanie zagrożony wymarciem ze względu na obecność innych, dominujących lokalnie języków (lakijskiego, tabasarańskiego i lezgińskiego) oraz wzrastający wpływ rosyjskiego.
Język agulski genetycznie najbliżej spokrewniony jest z językiem tabasarańskim. Jego unikatową cechą jest odróżnianie spółgłosek nagłośniowych i krtaniowych.
Wyróżnia się dwa główne dialekty języka agulskiego: kuszański i agulski właściwy oraz trzy drobniejsze gwary lokalne.
Od początku lat 90. prowadzi się próby stworzenia piśmiennictwa w oparciu o cyrylicę rosyjską. Powstały już pierwsze podręczniki do nauki języka dla dzieci, wydano także pierwsze zbiorki poezji w języku agulskim.
Studia nad językiem agulskim zapoczątkował niemiecki kaukazolog, Adolf Dirr (1867–1930), publikując w 1907 r. w Tbilisi pracę pt. Агульский язык.

## Alfabet
| А а   | Б б   | В в   | Г г   | Гъ гъ | Гь гь | ГI гI | Д д   | Дж дж |
| Е е   | Ё ё   | Ж ж   | З з   | И и   | Й й   | К к   | Кк кк | Къ къ |
| Кь кь | КI кI | Л л   | М м   | Н н   | О о   | П п   | Пп пп | ПI пI |
| Р р   | С с   | Т т   | Тт тт | ТI тI | У у   | Уь уь | Ф ф   | Х х   |
| Хъ хъ | Хь хь | XI хI | Ц ц   | ЦI цI | Ч ч   | Чч чч | ЧI чI | Ш ш   |
| Щ щ   | ъ     | I     | ы     | ь     | Э э   | Ю ю   | Я я   |       |